# اچاره
اچاره (به ترکی آذربایجانی: Eçara، تا ۳۱ می ۲۰۱۳ اجارَه İcarə) یک منطقه مسکونی در جمهوری آذربایجان است که در شهرستان جلیل‌آباد واقع شده است. اچاره ۶۴۴ نفر جمعیت دارد.

## ریشه واژه
را در واژه اچاره یا اچارا همان راه در زبان‌های فارسی و تالشی است.